# Bianet
Bianet（直译：「獨立通訊網」」之簡稱）是土耳其的通訊社，總部位於伊斯坦堡貝伊奧盧，受歐盟執行委員會
透過歐洲民主人權機制（EIDHR）資助，主要報導人權相關議題。此新聞社於2000年由無國界記者成員Nadire Mater與左翼政治活動者埃爾圖魯爾·庫爾庫等人成立。埃罗尔·昂德瑞鲁擔任Bianet的責任編輯多年，定期報告土耳其國內言論自由的狀況。
2016年至2018年，Bianet與歐洲民主人權機制和KAOS GL合作，在土耳其多個城市舉辦關於「新聞中的性別語言」之工作坊。
2019年7月16日，Bianet一度被土耳其政府列為「威脅國家安全」的網站而被封鎖，但隔天即被解除封鎖，政府表示該封鎖為誤封。

## 外部連結
- 官方網站 （页面存档备份，存于）（土耳其語、英語、庫德語）